# Арбаташ
Арбаташ (араб. لربعطاش‎, фр. Larbatache) — коммуна на севере Алжира, на территории вилайета Бумердес, округа Хемис-эль-Хешна.

## Географическое положение
Коммуна находится в северной части вилайета, на высоте 155 метров над уровнем моря на площади 32,7 км2.
Коммуна расположена на расстоянии приблизительно 34 километров к юго-востоку от столицы страны Алжира и в 20 километрах к юго-западу от административного центра вилайета Бумердеса.

## Демография
По состоянию на 2008 год население составляло 19 356 человек.
Динамика численности населения коммуны по годам:
| 1977  | 1987   | 1998   | 2008   |
| ----- | ------ | ------ | ------ |
| 9 488 | 13 897 | 15 791 | 19 356 |